# Parmenidés
Parmenidés z Eleje (řecky: Παρμενίδης ὁ Ἐλεάτης; asi 510 př. n. l. – 450 př. n. l.) byl řecký předsokratovský filosof, narozen v řecké kolonii Elea (dnes Velia, součást obce Ascea u Salerna na jihu Itálie).
Parmenidés se narodil do bohaté a slavné rodiny. Jeho data narození a úmrtí jsou nejistá; podle doxografa Díogena Laertia působil těsně před rokem 500 př. n. l., což by znamenalo, že se rok jeho narození blíží roku 540 př. n. l., ale v dialogu Parmenidés Platón píše, že navštívil Athény ve věku 65 let, když byl Sókrates mladý muž, asi roku 450 př. n. l., což, pokud je to pravda, naznačuje rok narození asi 515 př. n. l. Předpokládá se, že v nejlepších letech byl kolem roku 475 př. n. l.
Jediné známé Parmenidovo dílo je báseň, jejíž původní název je neznámý, ale která je často označována jako O přírodě. Přežívají z ní jen zlomky. Parmenidés ve své básni popisuje dva pohledy na realitu. První, „Aletheia“ neboli pravda, popisuje, jak je veškerá realita jedna, změna je nemožná a existence je nadčasová a jednotná. Druhý pohled, „Doxa“ neboli názor, popisuje svět zdání, v němž smyslové schopnosti člověka vedou k představám, které jsou falešné a klamné.
Parmenidés je považován za zakladatele ontologie a svým vlivem na Platóna ovlivnil celou historii západní filozofie. Je také považován za zakladatele elejské školy filozofie, do které patřili také Zénón z Eleje a Melissos ze Samu. Zenónovy paradoxy pohybu byly vyvinuty na obranu Parmenidových názorů. V současné filozofii zůstalo Parmenidovo dílo relevantní v debatách o filozofii času.

## Parmenidova báseň
Podle tradice napsal Parmenidés jediné veršované dílo, „O přírodě“ (Peri fyseós), které prý mělo asi 3000 veršů, z nichž se zachovalo asi 150. Báseň se snad skládala ze tří částí:
1. z proemia (předmluvy),
2. z části o „cestě pravdy“ (alétheia) a
3. z části o „cestě zdání“ (doxa).

V zachovaném zlomku předmluvy (DK 28 B 1) popisuje básník, jak jej „vědoucí kobyly“ v doprovodu panen unášejí cestou bohyně ke „bráně cest noci a dne“, jejíž veřeje ovládá „neúprosná Diké“ (osud, spravedlnost). Když ji průvodkyně ale uprosí, vpustí vůz k bohyni (snad Persefoně), jež básníka přivítá a sdělí mu to hlavní: je to božský úradek, že se dostal na tuto cestu, vzdálenou od běžných cest lidí, kde se dozví neotřesitelnou pravdu, na rozdíl od pouhých mínění smrtelníků, v nichž žádná pravda není. Další zachované zlomky se týkají jednak metody, pravdy a omylu, dále poznání Vesmíru, živlů a jejich původu, zárodků a plození, a konečně běžného lidského vědomí. Tak je alespoň pořádají současná vydání.

## Výklad
Vzhledem ke fragmentární povaze zachovaného Parmenidova díla, navíc psaného neobyčejně hutným a úsporným jazykem, je jeho výklad krajně nejistý. Jisté je jen to, že jak Platón, tak Aristotelés si Parmenida neobyčejně vážili a Platón jej dokonce nechává vystupovat ve stejnojmenném dialogu se Sókratem, což ale historicky není možné. Parmenidovy názory touto cestou významně ovlivnily celou tradici západního metafysického a racionálního myšlení. Obvyklý a tradiční výklad proto vychází z toho, jak Parmenida chápali právě Platón a Aristoteles.
Parmenidés je v tomto pojetí první „kritický“ filosof, který se nespokojuje s běžným smyslovým poznáním a naopak je považuje za nejisté. Jisté poznání se musí zakládat na rozumové kritice, na požadavku bezespornosti a na pevných pojmech. Poznat lze jen to, co je stálé a se sebou samým totožné, kdežto změna, pohyb, vznik a zánik jsou jen povrchní zdání, na něž se nelze spolehnout. Na rozdíl od svých předchůdců, kteří se snažili vysvětlovat zkušenostní svět z nějakého principu či živlu, Parmenidés hovoří o bytí, které je jedno a stojí v jasném protikladu k nejsoucímu. „Co není, nemůže být.“ Parmenida lze tedy pokládat i za prvního teoretika, který nevychází ze zkušenosti, nýbrž ji naopak poměřuje a kritizuje racionálními kategoriemi.
Proti tomuto výkladu ovšem stojí, že ve zlomcích o světě Parmenidés sám o vzniku a zániku hovoří, jako kdyby naproti světu pravého bytí a poznání stál svět pouhého zdání. Jiní autoři připomínají, že Parmenidova báseň má náboženské, apokalyptické pozadí, takže ji nelze vykládat jen racionálně.

## Výroky
- „…neboť že něco poznáváme je totéž jako že to jest.“
- Jiný překlad: „…neboť myšlení a bytí je totéž.“[4]
- „…neboť nikdy nelze vynutit, aby bylo, co není.“[5]
- „Na cestě jsoucího je mnoho znamení: že jsoucí nevzniklo a nelze je zničit, je jediné a z jednoho kusu, neotřesitelné a nezdokonalitelné; nebylo ani nebude, neboť je nyní vcelku a pohromadě, jedno a sevřené.“[6]
- Jsoucí „není v nějakém ohledu nedostatečné – kdyby totiž bylo, chyběla by mu celistvost. A že je, poznáváme je totéž, jako poznání, že jest.“[6]
- „…je ze všech stran dokonalé, jako hmota dokonalé koule, jež se ze středu rozkládá stejně všemi směry. Nemůže totiž být, aby zde nebo tam bylo větší nebo menší.“[6]
- „Jako prvního ze všech bohů stvořila (vládnoucí bohyně) Erós.“[7]

## Vydání
- K. Svoboda: Zlomky předsokratovských myslitelů. Praha 1971.
- J. Mansfeld, Die Fragmente der Vorsokratiker I. Stuttgart 1991. (Řecky a německy)